# Arrondissement Clermont-Ferrand
Das Arrondissement Clermont-Ferrand ist ein Verwaltungsbezirk im Département Puy-de-Dôme in der französischen Region Auvergne-Rhône-Alpes. Namensgebender Hauptort und Präfektur des Départements ist Clermont-Ferrand.

## Geschichte
Am 4. März 1790 wurde mit der Gründung des Départements Puy-de-Dôme auch ein District de Clermont-Ferrand gegründet, der allerdings deutlich kleiner war als das heutige Arrondissement. Aus dem Distrikt, erweitert um den District de Billom, wurde mit der Gründung der Arrondissements am 17. Februar 1800 das Arrondissement Clermont-Ferrand.

## Geografie
Das Arrondissement grenzt im Norden an das Arrondissement Riom, im Osten an die Arrondissements Thiers und Ambert, im Süden und Westen an das Arrondissement Issoire.
Das Arrondissement untergliedert sich in 17 Kantone:
| - Kanton Aubière - Kanton Beaumont - Kanton Billom - Kanton Chamalières - Kanton Cébazat (mit 4 von 5 Gemeinden) - Kanton Clermont-Ferrand-1 - Kanton Clermont-Ferrand-2 - Kanton Clermont-Ferrand-3 - Kanton Clermont-Ferrand-4 | - Kanton Clermont-Ferrand-5 - Kanton Clermont-Ferrand-6 - Kanton Cournon-d’Auvergne - Kanton Gerzat (mit 2 von 4 Gemeinden) - Kanton Les Martres-de-Veyre - Kanton Orcines (mit 6 von 23 Gemeinden) - Kanton Pont-du-Château - Kanton Vic-le-Comte (mit 12 von 19 Gemeinden) |

## Gemeinden
Die Gemeinden des Arrondissements Clermont-Ferrand sind:
| 1. Aubière (63014)                 | 2. Aulnat (63019)                   | 3. Authezat (63021)                  | 4. Aydat (63026)                    |
| 5. Beaumont (63032)                | 6. Beauregard-l’Évêque (63034)      | 7. Billom (63040)                    | 8. Blanzat (63042)                  |
| 9. Bongheat (63044)                | 10. Bouzel (63049)                  | 11. Busséol (63059)                  | 12. Cébazat (63063)                 |
| 13. Le Cendre (63069)              | 14. Ceyrat (63070)                  | 15. Chamalières (63075)              | 16. Chanonat (63084)                |
| 17. Chas (63096)                   | 18. Châteaugay (63099)              | 19. Chauriat (63106)                 | 20. Clermont-Ferrand (63113)        |
| 21. Corent (63120)                 | 22. Cournols (63123)                | 23. Cournon-d’Auvergne (63124)       | 24. Le Crest (63126)                |
| 25. Durtol (63141)                 | 26. Égliseneuve-près-Billom (63146) | 27. Espirat (63154)                  | 28. Estandeuil (63155)              |
| 29. Fayet-le-Château (63157)       | 30. Gerzat (63164)                  | 31. Glaine-Montaigut (63168)         | 32. Isserteaux (63177)              |
| 33. Laps (63188)                   | 34. Lempdes (63193)                 | 35. Manglieu (63205)                 | 36. Les Martres-de-Veyre (63214)    |
| 37. Mauzun (63216)                 | 38. Mirefleurs (63227)              | 39. Montmorin (63239)                | 40. Mur-sur-Allier (63226)          |
| 41. Neuville (63252)               | 42. Nohanent (63254)                | 43. Olloix (63259)                   | 44. Orcet (63262)                   |
| 45. Orcines (63263)                | 46. Pérignat-lès-Sarliève (63272)   | 47. Pérignat-sur-Allier (63273)      | 48. Pignols (63280)                 |
| 49. Pont-du-Château (63284)        | 50. Reignat (63297)                 | 51. La Roche-Blanche (63302)         | 52. La Roche-Noire (63306)          |
| 53. Romagnat (63307)               | 54. Royat (63308)                   | 55. Saint-Amant-Tallende (63315)     | 56. Saint-Bonnet-lès-Allier (63325) |
| 57. Saint-Dier-d’Auvergne (63334)  | 58. Saint-Genès-Champanelle (63345) | 59. Saint-Georges-sur-Allier (63350) | 60. Saint-Jean-des-Ollières (63365) |
| 61. Saint-Julien-de-Coppel (63368) | 62. Saint-Maurice (63378)           | 63. Saint-Sandoux (63395)            | 64. Saint-Saturnin (63396)          |
| 65. Sallèdes (63405)               | 66. La Sauvetat (63413)             | 67. Tallende (63425)                 | 68. Trézioux (63438)                |
| 69. Vassel (63445)                 | 70. Vertaizon (63453)               | 71. Veyre-Monton (63455)             | 72. Vic-le-Comte (63457)            |
| 73. Yronde-et-Buron (63472)        |                                     |                                      |                                     |

Hierbei ist Clermont-Ferrand mit 147.751 Einwohnern die größte Stadt gefolgt von Cournon-d’Auvergne (20.020 Einwohner), Chamalières (17.591 Einwohner) und Beaumont (10.787 Einwohner, alle Stand 1. Januar 2022).

## Neuordnung der Arrondissements 2017

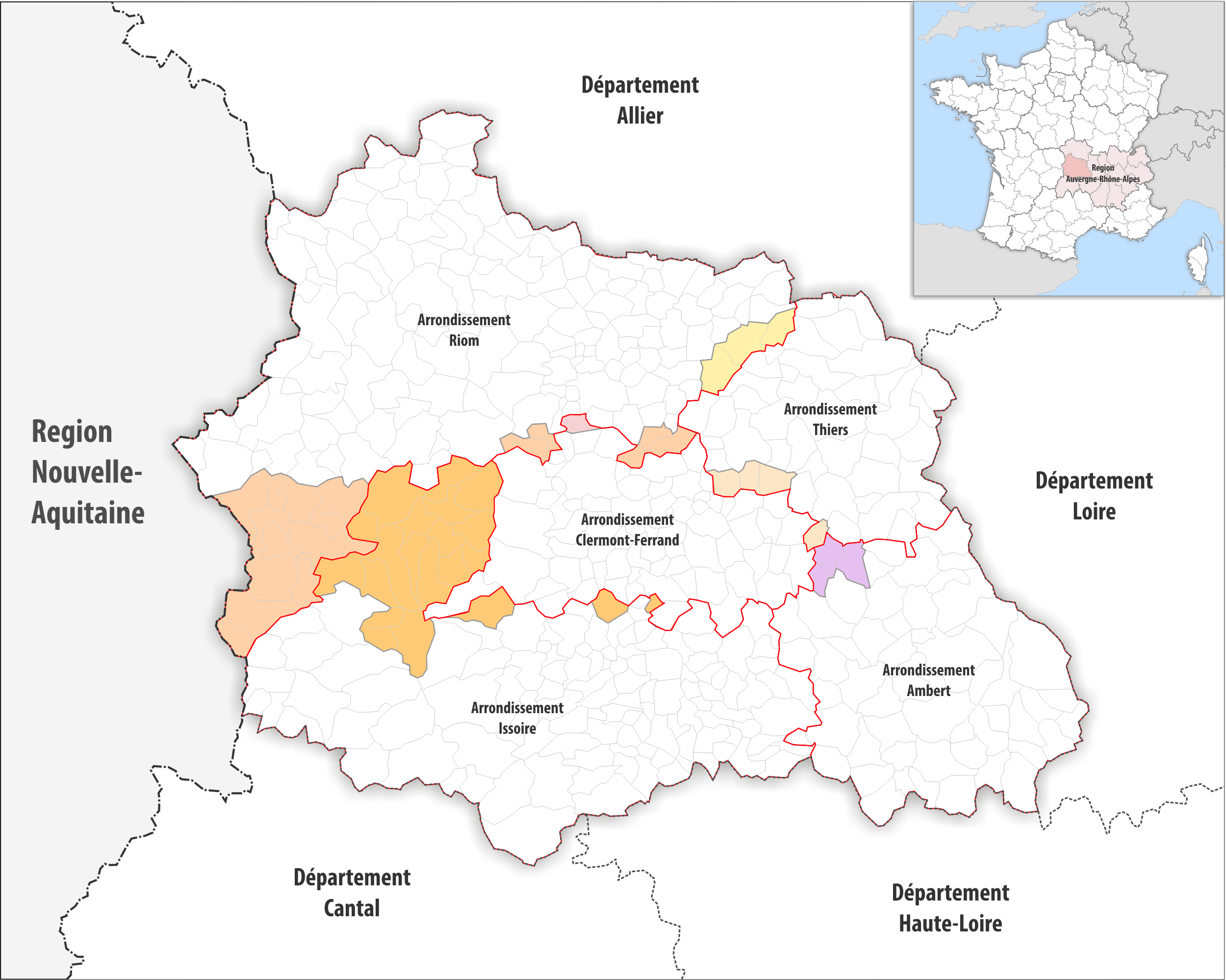
Arrondissementsanpassungen im Jahr 2017

Durch die Neuordnung der Arrondissements im Jahr 2017 wurden aus dem Arrondissement Clermont-Ferrand die 21 Gemeinden Aurières, La Bourboule, Ceyssat, Gelles, Heume-l’Église, Laqueuille, Mazaye, Mont-Dore, Murat-le-Quaire, Nébouzat, Olby, Orcival, Parent, Perpezat, Plauzat, Rochefort-Montagne, Saint-Bonnet-près-Orcival, Saint-Julien-Puy-Lavèze, Saint-Pierre-Roche, Le Vernet-Sainte-Marguerite und Vernines dem Arrondissement Issoire zugewiesen, die 17 Gemeinden Bourg-Lastic, Briffons, Chanat-la-Mouteyre, Herment, Lastic, Lussat, Malintrat, Les Martres-d’Artière, Messeix, Prondines, Saint-Germain-près-Herment, Saint-Sulpice, Sauvagnat, Savennes, Sayat, Tortebesse und Verneugheol dem Arrondissement Riom zugewiesen, die 4 Gemeinden Bort-l’Étang, Moissat, Ravel und Saint-Flour dem Arrondissement Thiers zugewiesen sowie die 3 Gemeinden Ceilloux, Domaize und Tours-sur-Meymont dem Arrondissement Ambert zugewiesen. Die Gemeinde Châteaugay wurde aus dem Arrondissement Riom dem Arrondissement Clermont-Ferrand zugewiesen.

## Weitere Neuordnungen
- Zum 1. Januar 2021 wurde die Gemeinde Saulzet-le-Froid aus dem Arrondissement Clermont-Ferrand in das Arrondissement Issoire übergeführt.[1]